# Muzeum pelištejské kultury
Muzeum pelištejské kultury (hebrejsky המוזיאון לתרבות הפלשתים ע"ש קורין ממן) je archeologické muzeum v Ašdodu v Izraeli, založené roku 1990. Prezentuje kulturu Pelištejců, kteří žili v ašdodském regionu. Je to jediné muzeum na světě věnované pelištejské kultuře a zároveň první muzeum otevřené v Ašdodu.

## Fotogalerie

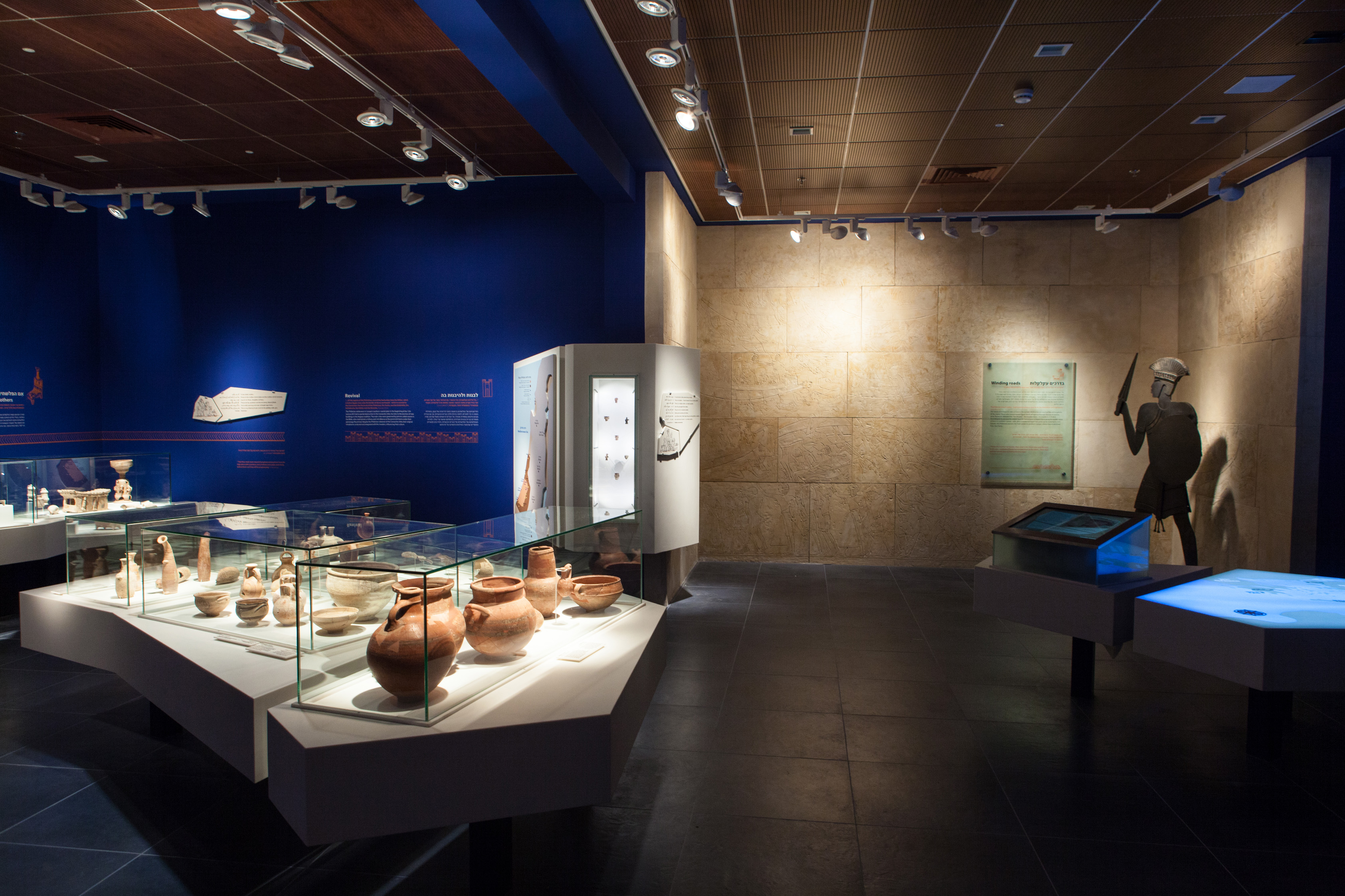
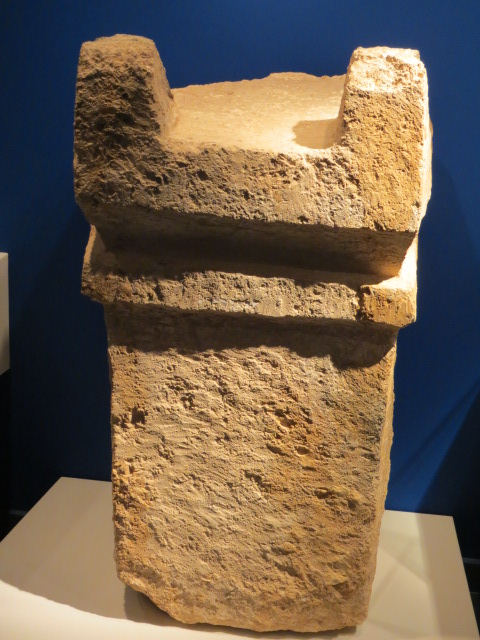
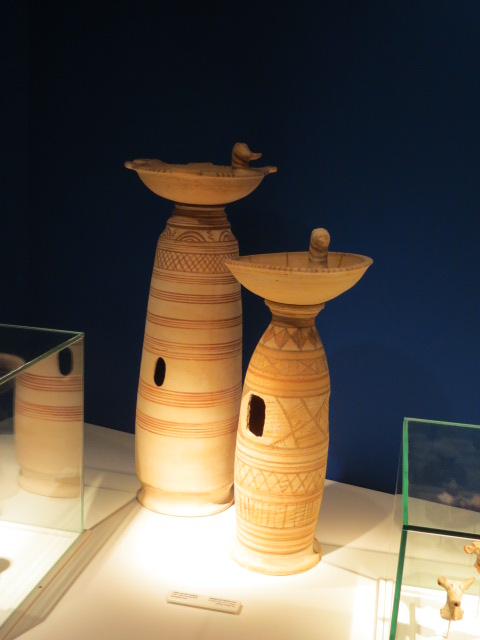
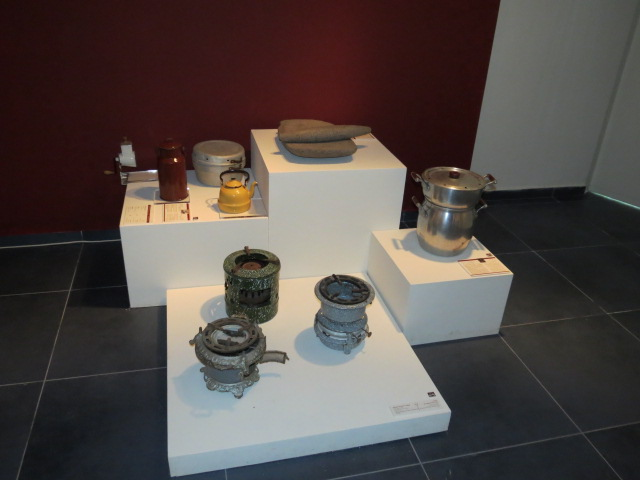